# Olga Kozakova
Olga Igoryevna Kozakova (em ucraniano:  Ольга Ігорівна Козакова; Odesa, 14 de março de 1951) é uma ex-jogadora de voleibol da Ucrânia que competiu pela União Soviética nos Jogos Olímpicos de 1976.
Em 1976, ela fez parte da equipe soviética que conquistou a medalha de prata no torneio olímpico, no qual atuou em cinco partidas.